# Typhlotanais parvus
Typhlotanais parvus is een naaldkreeftjessoort uit de familie van de Typhlotanaidae. De wetenschappelijke naam van de soort is voor het eerst geldig gepubliceerd in 1986 door Sieg.